# Honda CR-X del Sol
L'Honda CRX del Sol era un descapotable targa, biplaça, de motor davanter i tracció davantera manufacturat per Honda en la dècada dels 90. Basat en la plataforma de l'Honda Civic, el ‘del Sol’ va ser el successor del popular Honda CRX. Va debutar en 1992 al Japó i Europa, i el 1993 als Estats Units.
El nom hispà de ‘del Sol’ fa referència al seu sostre descapotable. No era un convertible enterament, perquè venia amb un sostre dur desmuntable que es guardava en el maleter i una finestra posterior retràctil.
A molts mercats el nom de CRX es va eliminar de la línia del ‘del Sol’ pel fet que era significativament diferent dels models anteriors, els quals eren tres portes hatchback i no targas. A partir dels models de 1995 Honda va eliminar el nom de Civic dels ‘del Sol’ a Amèrica.
La producció i vendes d'aquest model va acabar amb els models de 1997 a USA i el 1998 a la resta del món, amb un total de gairebé 75,000 models venuts a Amèrica. El cotxe va ser substituït en 1999 pel roadster d'alt rendiment anomenat Honda S2000.

## Especificacions
L'Honda Crx del Sol va ser llançat el 1992 al Japó i Europa i el 1993 a USA, amb dos nivells d'equipament; l'S i l'SI (posteriorment apareixeria el model SiR)
Aquestes nomenclatures van canviar a Europa amb les denominacions VTI (per al SiR) i ESI (per al Si).
El model base S (anomenat VXi al Japó, encara que a partir de 1995 se'n digués VGi) muntava un motor d'1.5 L SOHC de 16v i 4 cilindres amb unes rodes de 13" i llandes d'aliatge.
Les versions japoneses del VXi/VGi muntaven el motor sèrie D15B.

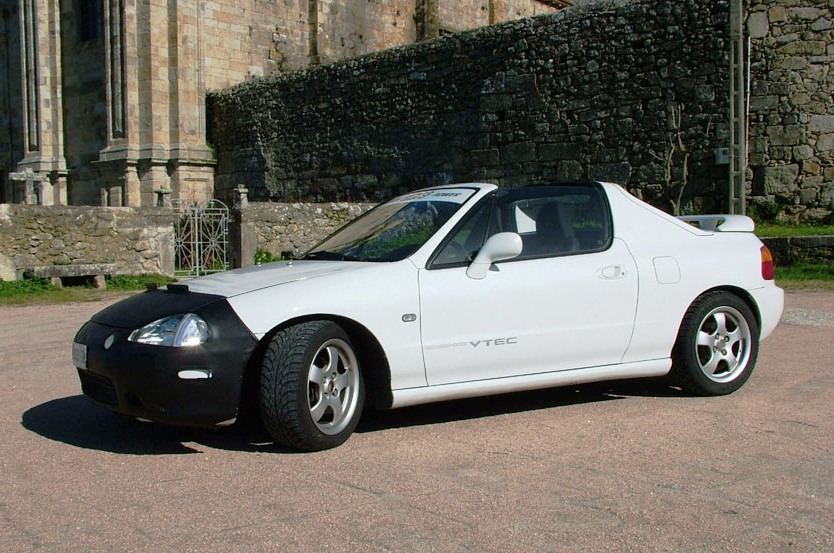
Honda Crx del Sol VTi.

Malgrat la semblança en el seu disseny a un cotxe de motor central, el ‘del Sol’ muntava un disseny de motor davanter transversal igual que l'Honda Civic contemporani.
El nivell superior anomenat Si (ESI a Europa) muntava un motor D16Z6 de 1.6L SOHC 16v i 4 cilindres amb el sistema VTEC d'Honda amb rodes de 14" i llandes d'aliatge. Així mateix es van oferir altres nivells opcionals d'equipament com altres colors de carrosseria (verd Samba), miralls retrovisors elèctrics, control de velocitat, frens de disc posteriors i barres estabilitzadores frontals.
El següent nivell (anomenat SiR al Japó i VTi a Europa) muntava motors de 160cv (119kW) Profunda DOHC VTEC de la sèrie B, similars als motors B16A dels civic japonesos Civic Sir-II. Aquests models venien amb majors frens davanters, barres davanteres estabilitzadores majors, barres addicionals posteriors i pneumàtics més amples.
En tots els models, les úniques opcions eren l'aleró posterior, transmissió automàtica de 4 velocitats, miralls calefactables, catifes personalitzades, llums antiboira davanteres, sistema de control de tracció, diferencial autoblocant i aire condicionat.

## TransTop
Una opció disponible al Japó i Europa va ser el TransTop (o sostre retràctil), un mecanisme elèctric que retreia el sostre targa al maleter del cotxe prement un botó del tauler. El pes d'aquest sistema augmentava el pes del vehicle en uns 80 kg.
Opera amb dues barres verticals que aixequen verticalment la tapa del maleter fins a l'altura del sostre. Un mecanisme al seu torn desenganxa el sostre targa i aixeca la part posterior. Des de la tapa del maleter surten dues barres horitzontals que s'introdueixen en la part posterior ressaltada del sostre i li condueixen fins a un compartiment dins de la tapa que torna a l'habitacle del maleter.

## Motoritzacions
| Any       | Model       | Cilindrada       | Codi de motor | kW (Cv)   | Lloc       | Parell Motor        | Velocitat màxima |
| --------- | ----------- | ---------------- | ------------- | --------- | ---------- | ------------------- | ---------------- |
| 1992–1995 | 1.5 SOHC    | 1,5 l (1493 cm³) | D15B7         | 76 (102)  | Japó - USA | 133 Nm a 3800 min−1 | 188 km/h         |
| 1996–1997 | 1.6 SOHC    | 1,6 l (1593 cm³) | D16Y7         | 79 (106)  | Japó - USA | 140 Nm a 4600 min−1 | 195 km/h         |
| 1992–1998 | 1.6ESi      | 1,6 l (1590 cm³) | D16Z6         | 92 (125)  | *          | 142 Nm a 5200 min−1 | 205 km/h         |
| 1992–1998 | 1.6VTi-VTEC | 1,6 l (1595 cm³) | B16A2         | 118 (160) | *          | 151 Nm a 7000 min−1 | 210 km/h         |
| 1994–1995 | 1.6 VTEC    | 1,6 l (1595 cm³) | B16A3         | 118 (160) | USA        | 160 Nm a 7500 min−1 | ????             |

- * Mundial

## Canvis al model
Canvis el 1992
- CRX del Sol llançat amb dos nivells d'equipament - SiR (VTEC) i VXi (S) (al Japó)
- CRX del Sol llançat amb dos nivells d'equipament - VTi (VTEC) i Si (Si) (Europa)

Canvis el 1993
- Civic del Sol llançat amb dos nivells d'equipament - S (VXi) and Si (Si) (USA)
- (USA) Afegit nou motor B16a2 (DOHC VTEC) 160 hp (119 kW)

Canvis el 1994
- Afegit nivell d'equipament amb el VTEC, amb el motor B16a3 (DOHC VTEC) 160cv i (USA) suspensions millorades.
- El nivell S rep barres estabilitzadores frontals.
- (USA) Doble Coixí de seguretat de sèrie.

Canvis el 1995
- (USA) La denominació Civic desapareix, se'l coneixerà com ‘del Sol’ a seques.
- El model VXi canvia de nom a VGi.
- (USA) Redissenyat el sostre per a evitar l'entrada de fuites d'aigua.
- Afegit ABS en els models VTEC, (USA) el pes de sèrie del cotxe passa a ser 1,144 kg.
- (USA) Afegit control remot d'obertura del maleter.
- (USA) Nous materials per als seients
- (USA) Llum de reserva de gasolina afegida
- (USA) Nou disseny de llandes d'aliatge
- Direcció assistida de sèrie en SI, VTEC.

Canvis el 1996
- (USA) Eliminació del Motor B16A3
- (USA) Afegit nou motor B16a2 (DOHC VTEC) 160 hp (119 kW)
- (USA) El model del Sol S rep el nou motor de 1.6L de 106cv, un increment de 4 cv respecte al motor anterior de 1.5L
- (USA) El model del Sol Si rep el nou motor de 127cv de l'Honda Civic així com la suspensió i direcció del model de 160cv (120 kW) VTEC.
- (USA) Tots els models passen a usar motors de 1.6L 106 hp (79 kW), 127 hp (95 kW) i 160 hp (120 kW)
- (USA) Es redissenya mínimament el vehicle, amb l'eliminació de les llums auxiliars davanteres, augment de la longitud del cotxe a 4,006 mm i es canvia el para-xocs davanter amb unes noves preses d'aire.

Canvis el 1997
- La producció finalitza a USA

Canvis el 1998
- La producció finalitza al Japó i Europa